# Phil Maton
Pour les articles homonymes, voir Maton.
Phillip Louis Maton (né le 25 mars 1993 à Paducah, Kentucky, États-Unis) est un lanceur de relève droitier des Mets de New York de la Ligue majeure de baseball.

## Carrière
Joueur des Bulldogs de l'université de Louisiana Tech, Phil Maton est choisi par les Padres de San Diego au 20e tour de sélection du repêchage de 2015. 
Il connaît une ascension météorique vers les Ligues majeures et est un lanceur dominant à ses deux premières saisons professionnelles (2015 et 2016), au cours desquelles il maintient une moyenne de points mérités de 1,60 au cours de ses deux premières saisons, et passe directement du niveau A des ligues mineures au niveau AAA au début 2017. Sa balle rapide impressionne particulièrement avec, selon les Padres, une rotation de 2 500 tours par minute, ce qui le place dans le 5 pour cent supérieur des lanceurs du baseball majeur, en compagnie d'artilleurs étoiles tels Max Scherzer et Justin Verlander. En 2017, il réussit 13 sauvetages dans le rôle de stoppeur des Chihuahuas d'El Paso, le club-école principal des Padres, et après avoir réussi 167 retraits sur des prises en 109 manches et deux tiers lancées dans les mineures, où il affiche une moyenne de points mérités de 1,89 depuis ses débuts professionnels en 2015, Maton est appelé dans les majeures par San Diego.
Phil Maton fait ses débuts dans le baseball majeur avec San Diego le 11 juin 2017.